# Ripudiata (film 1931)
Ripudiata (East Lynne) è un film del 1931, diretto da Frank Lloyd che ha come protagonista l'attrice Ann Harding. La pellicola, che ottenne una candidatura come miglior film agli Oscar del 1931, si ispira al romanzo East Lynne, pubblicato a Londra nel 1861, ed è una delle numerose versioni tratte dal popolare dramma di Ellen Wood.

## Trama
Il dramma di Isabel, che lascia i figli e quando torna, vedrà morirle tra le braccia uno dei bambini.

## Produzione
La lavorazione del film prodotto dalla Fox Film Corporation, che avrebbe dovuto intitolarsi Frank Lloyd's East Lynne, durò dal 17 novembre 1930 a inizio gennaio 1931.

## Distribuzione
Il copyright del film, richiesto dalla Fox Film Corp., fu registrato il 4 febbraio 1931 con il numero LP2005.
Il film, con il titolo East Lynne, fu distribuito dalla Fox Film Corporation, uscendo nelle sale il primo marzo 1931 dopo essere stato presentato a New York il 20 febbraio 1931. In Finlandia, fu distribuito il 2 novembre 1931; in Grecia, gli fu dato il titolo O akanthinos dromos, in Italia quello di Ripudiata.

### Riconoscimenti
- Premi Oscar 1931 - Nomination Miglior film alla Fox Film Corporation